# Myrmeleon viridis
Myrmeleon viridis là một loài côn trùng trong họ Myrmeleontidae thuộc bộ Neuroptera. Loài này được Böber miêu tả năm 1793.